# أندراوس أبونا
أندراوس أبونا (23 آذار 1943 – 27 تموز 2010) كان أسقفًا كلدانيًا كاثوليكيًا في هرتة، كما شغل منصب الأسقف المساعد لبطريركية بابل الكلدانية الكاثوليكية. وكان من أصل آشوري.

## السيرة
وُلد أندراوس عام 1943 في منطقة البداري التابعة لزاخو في العراق. وعندما بلغ الرابعة عشرة من عمره، غادر منزله للالتحاق بمعهد القديس بطرس. رُسِم كاهنًا في 5 حزيران 1960، وفي عام 1961 عُيِّن كاهنًا لرعية أبرشية البصرة. بعد حرب الأيام الستة، اضطلع بدور في الحوار بين المسلمين والمسيحيين في جنوب العراق. عُيِّن أسقفًا في 6 تشرين الثاني 2002، وتمت رسامته في 6 كانون الثاني 2003.